# 山口県セミナーパーク

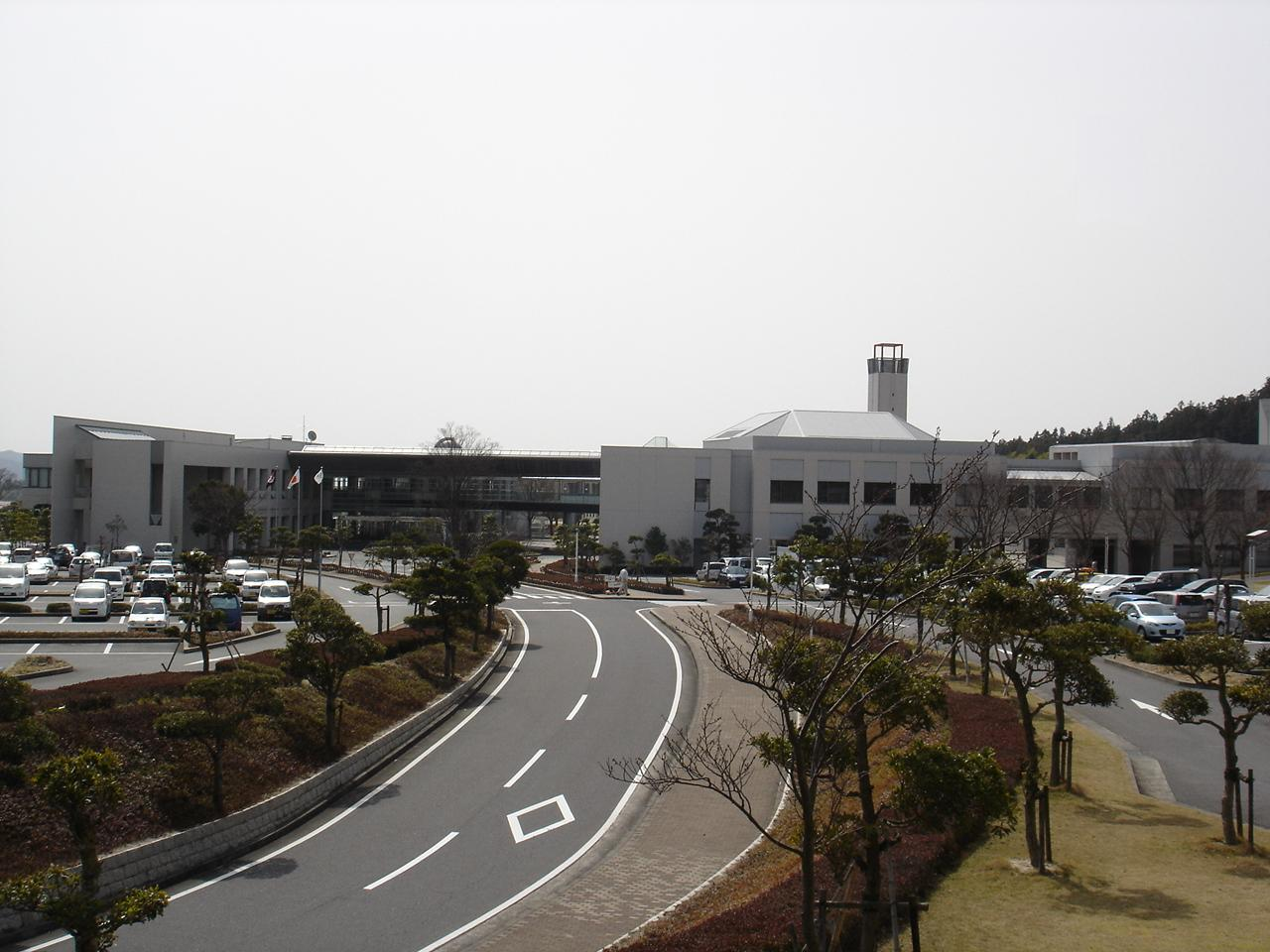
山口県セミナーパーク

山口県セミナーパーク（やまぐちけんセミナーパーク）は、山口県山口市秋穂二島にある総合研修施設。山口県が設置し、公益財団法人山口県ひとづくり財団が指定管理者として管理運営にあたっている。

## 概要
かつて山口市の山口県庁舎近くにあった山口県自治研修所（県職員及び県内市町村職員向け研修施設）の老朽化に伴う移転新築にあわせ、自治体職員向けの利用のみならず県民に広く開放された研修施設として1995年（平成7年）4月1日にオープンした。火ノ山・陶ヶ岳の麓に位置し、豊かな自然に囲まれた場所にある。
300,000m2を超える広大な敷地内に「セミナーゾーン」「スポーツ交流ゾーン」「自然ふれあいゾーン」で構成される様々な施設が設けられている。ほとんどの施設は事前申し込みにより県内外を問わず利用可能（県外在住者、及び営利目的利用には割増料金がかかる）で、合宿や民間研修、スポーツレクレーションなど様々に利用されている。

## 施設
- セミナーゾーン
  - 管理・理科研修棟
    - 山口県ひとづくり財団事務局 - セミナーパークなどの県内研修施設の管理・運営を行い、自治体職員向け（自治研修部）、一般県民向け（県民学習部）、福祉関係者向け（社会福祉研修部）の研修・講座を企画する。
    - やまぐち総合教育支援センター事務室 - 山口県ひとづくり財団とともにセミナーパークを管理・運営し、主として教育関係者向けの研修を行う。

  - 一般研修棟 - 主として自治研修部や県民学習部の企画する研修・講座や一般申込者によるセミナーで利用される。
  - 社会福祉研修棟
  - 情報・教科研修棟、技術研修棟 - 教育関係者向けの研修で利用される。
  - 教育相談棟（子どもと親のサポートセンター）、発達相談棟（ふれあい教育センター）
  - 講堂
  - 宿泊棟
- スポーツ交流ゾーン
  - 体育館
  - フリークライミング施設
  - 運動広場（300mトラック、テニスコートなど）
  - クロスカントリーコース - 全長3km。全国中学校駅伝大会のコースとなっている
  - 芝生広場
- 自然ふれあいゾーン
  - 県木・市町村木展示園
  - 植物園（万葉植物園、花木園、農作物栽培園、果樹園など）
  - 岩石標本園
  - 渓流・水車小屋
  - ビオトープ
  - 野鳥観察園

## 周辺
- 山口県消防学校
- 山口県立山口南総合支援学校
- 山口県計量検定所
- 大村益次郎生誕宅跡

道路
- 山口県道194号山口秋穂線

## アクセス
- 山陽自動車道 山口南ICから車で約5分
- JR山陽本線 四辻駅からタクシーで約5分（約3km）